# Camí d'Isona a Abella de la Conca

El Camí d'Isona a Abella de la Conca, respecte del terme d'Abella de la Conca

El Camí d'Isona a Abella de la Conca és una pista rural perfectament transitable que recorre part dels termes municipals d'Abella de la Conca i d'Isona i Conca Dellà, als antics termes d'Isona i de Sant Romà d'Abella, tot a la comarca del Pallars Jussà.
Antigament ara la principal via de comunicació entre les dues viles que hi aporten el nom; actualment ha estat substituïda per la L-511 i la Carretera d'Abella de la Conca.
Arrenca de la Plaça de la Font d'Isona i en marxa cap al nord-est. Antigament, el traçat era recte, però l'erecció d'un edifici en el lloc per on passava obliga a fer una petita volta en angle recte per un carrer lateral per anar a cercar el lloc on continua el camí, que ja no s'interromp fins al seu final. Va a buscar el carrer d'Abella, i sempre cap al nord-est, passa per los Plans, i entra en el terme d'Abella de la Conca a migdia del lloc de Romanins. Tot seguit, fa un retomb per tal de salvar el barranc del Mas de Mitjà i, al costat nord del barranc, arriba al nord-est de Romanins i del Pla de Sobes on, amb aquest nom, acaba: dona pas al Camí Vell d'Isona.

## Etimologia
Pren el nom de les viles que uneix.